# Ngawonggo (Tajinan)
Ngawonggo is een bestuurslaag in het regentschap Malang van de provincie Oost-Java, Indonesië. Ngawonggo telt 3912 inwoners (volkstelling 2010).